# Świadkowie Jehowy w Rwandzie
Świadkowie Jehowy w Rwandzie – społeczność wyznaniowa w Rwandzie należąca do ogólnoświatowej wspólnoty Świadków Jehowy, licząca w 2023 roku 33 664 głosicieli, należących do 593 zborów. Na dorocznej uroczystości Wieczerzy Pańskiej w 2023 roku zebrało się 105 966 osób. Działalność miejscowych głosicieli koordynuje Biuro Oddziału w Kigali.

## Historia

### Początki
W roku 1969 próbowano wysłać do Rwandy czworo misjonarzy, absolwentów 47 klasy Biblijnej Szkoły Strażnicy – Gilead, jednak władze nie udzieliły im wizy. W marcu 1970 roku do kraju przyjechało dwoje pierwszych pionierów specjalnych – małżeństwo Enea i Oden Mwaisoba z Tanzanii. W lutym 1971 roku zanotowano 4 głosicieli. W 1972 roku w kraju działało zaledwie 6 głosicieli, a w 1973 roku – 11. Nadzorca obwodu z Kenii, którym był Stanley Makumba, po raz pierwszy odwiedził Rwandę w roku 1974. Zorganizowano wówczas niewielkie zgromadzenie obwodowe.
W maju 1975 roku z Zairu (obecnie Demokratycznej Republiki Konga) powrócili Świadkowie Jehowy pochodzenia rwandyjskiego – małżeństwo Melanie i Gaspard Rwakabuku. W tym czasie działało 11 głosicieli. W 1975 i 1976 roku pierwsi Rwandyjczycy zostali Świadkami Jehowy. W roku 1976 wydano również pierwszą publikację biblijną w języku rwanda – była to broszura „Ta dobra nowina o Królestwie”. Małe zgromadzenie obwodowe odbyło się w roku 1976; wzięły w nim udział 34 osoby, a 3 osoby przyjęły chrzest.
W tym samym 1976 roku do kraju przybyły dwa małżeństwa misjonarzy, absolwentów 60 klasy Szkoły Gilead. Jednak, gdy ich wizy po trzech miesiącach wygasły, władze nie zgodziły się ich przedłużyć.
W roku 1978 rozpoczęto wydawanie jako miesięcznika „Strażnicy” w języku rwanda, a także przetłumaczonej na ten język książki Prawda, która prowadzi do życia wiecznego.
W roku 1978 osiągnięto liczbę 120 głosicieli. W grudniu 1978 roku 37 głosicieli z Rwandy wzięło udział w kongresie międzynarodowym pod hasłem „Zwycięska wiara” w Kenii. Na granicy ugandyjskiej zostali na krótko aresztowani przez władze pod zarzutami szpiegostwa, jednak po osobistym przesłuchaniu przez Idi Amina, ówczesnego prezydenta Ugandy zostali przepuszczeni przez granicę. Dzięki intensywnej działalności kaznodziejskiej liczba osób biorących udział w zebraniach w Kigali przekroczyła 200.

### Prześladowania
Biuro Oddziału w Kenii wyznaczyło belgijskiego Świadka Jehowy Ernesta Heuse, by podjął rozmowy z rządem dotyczące rejestracji działalności w Rwandzie. W listopadzie 1982 roku władze wydały zakaz działalności Świadków Jehowy. Po zgromadzeniach obwodowych zorganizowanych w listopadzie 1982 roku w Butare, Gisenyi i Kigali, aresztowano trzech pionierów, którzy podpisali wniosek o rejestrację. Władze zamknęły Salę Królestwa oraz aresztowały kolejnych Świadków Jehowy, a misjonarze musieli opuścić kraj.
W październiku 1983 roku odbył się proces trzech Świadków, którzy wystąpili z wnioskiem o rejestrację. Oskarżono ich o oszustwo oraz wprowadzanie społeczeństwa w błąd. Zostali skazani na dwa lata pozbawienia wolności, nie zostali też objęci prawem do amnestii, ogłoszonej w trakcie odbywania kary. Więzienie opuścili w listopadzie 1984 roku.
Od mieszkańców kraju wymagano m.in. wykupywania legitymacji partyjnych oraz noszenia znaczków partyjnych z podobizną prezydenta, na co Świadkowie Jehowy nie chcieli się zgodzić, powołując się na chrześcijańską neutralność. W tym samym roku działało ponad 300 głosicieli. W roku 1986 nastąpiła kulminacja fali prześladowań: z 435 głosicieli 140 było uwięzionych. Wśród nich były kobiety mające małe dzieci oraz będące w ciąży. W 1987 roku zanotowano już ponad 500 głosicieli.
W tym czasie w innych krajach Świadkowie Jehowy rozpoczęli akcję wysyłania listów do prezydenta Rwandy, protestując w ten sposób przeciw niesprawiedliwemu traktowaniu rwandyjskich głosicieli. Do prezydenta docierały setki takich listów dziennie. W następnym roku wszystkie osoby uwięzione zostały zwolnione. W 1988 roku prezydent Rwandy, generał Juvénal Habyarimana, zastosował „całkowite ułaskawienie wobec wszystkich Świadków Jehowy, którzy zostali uwięzieni w związku z przekonaniami religijnymi”.

### Legalizacja
W 1990 roku działalność kaznodziejską w Rwandzie prowadziło już blisko 1000 głosicieli. W styczniu 1992 roku zorganizowano w Kigali zgromadzenie okręgowe pod hasłem „Lud miłujący wolność”, na którym było obecnych 2079 osób, a 75 ochrzczono. 13 kwietnia tego samego roku, po 12 latach starań, zalegalizowano działalność Świadków Jehowy, co umożliwiło powrót misjonarzy do Rwandy. W styczniu 1993 roku odbyło się kolejne zgromadzenie okręgowe pod hasłem „Nosiciele światła”, na którym było obecnych 4498 osób a ochrzczono 182.
W tym samym roku zorganizowano zgromadzenie specjalne na Stadionie Regionalnym w Kigali. Pod koniec września 1993 roku odbył się Kurs Służby Królestwa dla 63 starszych usługujących w rwandyjskich zborach. W tym czasie liczba głosicieli wyniosła 1881 osób. Na początku kwietnia 1994 roku poczyniono starania o zakup działki budowlanej, która miała być przeznaczona pod budowę Biura Oddziału, jednak do rozmów w tej sprawie zaplanowanych na 7 kwietnia już nie doszło.

### Okres ludobójstwa w Rwandzie
W 1994 roku Świadkowie Jehowy z obu plemion – Tutsi i Hutu – nie brali udziału w ludobójstwie, które od 6 kwietnia do lipca 1994 roku pochłonęło około miliona ofiar. Z narażeniem życia chronili siebie nawzajem. Pomimo tego mordercy z innych religii i wyznań zabili ponad 400 głosicieli, w tym członków plemienia Hutu za to, że chronili swoich współwyznawców z plemienia Tutsi. Żaden z nich nie zginął z ręki współwyznawców – Świadków Jehowy. Postępowanie Świadków Jehowy w czasie ludobójstwa przyczyniło się do tego, że niektóre osoby postronne rozpoczęły z nimi studiowanie Biblii
Wkrótce Świadkowie z innych krajów zorganizowali dla nich międzynarodową pomoc humanitarną – również dla uchodźców rwandyjskich w obozach w krajach ościennych, głównie w Zairze i Tanzanii. W pobliżu miasta Goma utworzono obóz, który pomieścił ponad 2 tysiące osób – Świadków Jehowy, ich dzieci oraz sympatyków zarówno z plemienia Hutu, jak i Tutsi. Podobne obozy przeznaczone wyłącznie dla Świadków powstały również w Bukavu i w Uvirze, we wschodnim Zairze. Od Świadków Jehowy z Belgii, Francji, Kenii, Szwajcarii i Zairu otrzymano środki finansowe, lekarstwa, jedzenie oraz ubrania; z tych krajów również przybyli lekarze i pielęgniarki. Francuskie Biuro Oddziału dostarczyło sporą ilość małych namiotów, belgijskie większe namioty, które mogły pomieścić całe rodziny, a kenijskie ponad dwie tony ubrań oraz przeszło 2 tysiące koców. Uchodźcom podarowano również łóżka polowe i nadmuchiwane materace oraz lekarstwa.
Na przełomie listopada i grudnia 1994 roku grupa 1500 uchodźców, zabierając jedynie Biblie i śpiewniki, z zachowaniem środków ostrożności wobec działających w obozach bojówek Interahamwe powróciła do Rwandy, gdyż pozwalała na to sytuacja w kraju. Zarówno dla uchodźców do sąsiednich krajów, jak też dla osób, które pozostały w Rwandzie przygotowano program pomocy.

### Rozwój działalności
Po powrocie do Rwandy w grudniu 1994 roku przy jednej z Sal Królestwa w Kigali planowano zgromadzenie okręgowe pod hasłem „Bojaźń Boża”, na które przybyli delegaci z Francji, Kenii i Ugandy. Jednak ze względów bezpieczeństwa zgromadzenie zostało odwołane przez władze. W tym czasie wznowiło działalność biuro. W październiku następnego roku biura przeniesiono do większego budynku. W maju 1995 roku działalność kaznodziejską prowadziło w Rwandzie 2807 głosicieli.
W styczniu 1996 roku zorganizowano zgromadzenie okręgowe pod hasłem „Rozradowani chwalcy Boga”, w którym uczestniczyło 4424 osób, a 285 ochrzczono. W roku 1996 liczba głosicieli wzrosła o ponad 60%. W 1997 roku przekroczono ponad 5000 głosicieli, a pięć lat później ponad 10 000. W latach 1997–1998 ponad 100 głosicieli straciło życie, zachowując neutralność w wyniku działalności bojówek na północy kraju, inni byli z tego powodu aresztowani.
W lutym 1999 roku do Biura Krajowego skierowano małżeństwo misjonarzy Jennifer i Ralpha Jonesów. Rodzina Betel liczyła wówczas 21 osób. 6 marca tego samego roku w Kigali na działce przydzielonej miejscowemu zborowi oddano do użytku Salę Królestwa oraz prostą Salę Zgromadzeń. Okolicznościowe przemówienie wygłosił Jean-Jules Guilloud ze szwajcarskiego Biura Oddziału. W maju 2000 roku w Rwandzie utworzono samodzielne Biuro Oddziału oraz rozpoczęto przygotowania do budowy nowego Betel. W grudniu 2000 roku w Kigali zorganizowano pierwszą klasę Kursu Usługiwania w Rwandzie, w której znalazło się 28 studentów z Burundi, Demokratycznej Republiki Konga i Rwandy.
W 2002 roku zorganizowano także pomoc humanitarną dla około 1600 kongijskich współwyznawców, którzy ucierpieli na skutek wybuchu wulkanu Nyiragongo. Wielu z nich przekroczyło granicę z Rwandą, znajdując schronienie w przygranicznych Salach Królestwa. Rwandyjskie Biuro Oddziału dostarczyło potrzebującym trzy tony artykułów pierwszej potrzeby, w tym żywność, koce i leki.
13 grudnia 2002 roku nowe władze uaktualniły i potwierdziły prawną rejestrację Świadków Jehowy. W 2004 roku ponad 100 Świadków zostało aresztowanych za zachowywanie neutralności politycznej.
2 grudnia 2006 roku otwarto nowe Biuro Oddziału, a w uroczystości uczestniczyły 553 osoby, w tym 112 delegatów z 15 krajów. Obecny był również Guy H. Pierce. W tym samym roku powstała pierwsza grupa amerykańskiego języka migowego, która w 2008 roku przekształciła się w zbór, a jednocześnie powstały kolejne grupy w różnych częściach kraju. W 2007 roku wydano Chrześcijańskie Pisma Greckie w Przekładzie Nowego Świata (Nowy Testament) w języku rwandyjskim. W 2008 roku przekroczono liczbę 15 tysięcy głosicieli.
Mimo uzyskania legalizacji wyznania od 1992 roku zdarzyły się 215 wypadki usunięcia z pracy nauczycieli będących Świadkami Jehowy, którzy odmówili uczestniczenia w seminarium o charakterze politycznym. Ze szkół wyrzucono również 118 uczniów, którzy odmawiali śpiewania hymnu państwowego. Po trwających wiele miesięcy rozmowach przedstawicieli Biura Oddziału z władzami większość dzieci powróciła do szkół. Większość szkół w Rwandzie jest powiązana z organizacjami religijnymi. Część z nich wymaga od uczniów, żeby brali udział w praktykach religijnych i płacili podatki na rzecz kościoła. Ponieważ dzieci będące Świadkami Jehowy tego odmawiają, od roku 2008 do 2014 władze szkolne wydaliły 160 z nich. 28 listopada 2014 roku w dystrykcie Karongi sąd podtrzymał prawo do wolności religijnej ośmiorga uczniów, będących Świadkami Jehowy i ich podyktowanej sumieniem odmowy uczestniczenia w lekcjach religii, a także orzeczono, iż nieśpiewanie hymnu „nie powinno być traktowane jako profanacja czy lekceważenie”. 12 grudnia 2015 roku w rozporządzeniu rządowym stwierdzono, że każda szkoła ma respektować prawo uczniów do wolności wyznania oraz umożliwiać im modlitwę zgodnie z ich przekonaniami, pod warunkiem że ich związek wyznaniowy lub kościół jest prawnie zarejestrowany i nie koliduje to z nauką w szkole.
W roku 2010 podczas kongresu pod hasłem „Trwaj przy Jehowie!” w Kigali, na którym był obecny Guy Hollis Pierce, członek Ciała Kierowniczego, ogłoszono wydanie w języku rwandyjskim całego Pisma Świętego w Przekładzie Nowego Świata (jego część – Pisma Greckie została wydana w 2007 roku).
W 2011 roku zanotowano liczbę 20 509 głosicieli, a na uroczystości Wieczerzy Pańskiej (Pamiątce) zebrało się 87 010 osób. Od roku 1999 do końca 2011 roku powstało 290 Sal Królestwa, wybudowanych w ramach wolontariatu.
Oprócz stołecznej, dużej Sali Zgromadzeń wybudowano też 10 mniejszych, jak również cztery Sale Królestwa z rozsuwanymi ścianami, które również umożliwiają organizowanie zgromadzeń. W roku 2014 przekroczono liczbę 25 tysięcy głosicieli. Literatura biblijna w 2013 roku była tłumaczona na 14 języków.
We wrześniu 2017 roku Biuro Oddziału w Rwandzie zorganizowało pierwszy Kurs Służby Pionierskiej w rwandyjskim języku migowym. W zajęciach pierwszej klasy uczestniczyły 23 osoby. Pod koniec września 2018 roku rwandyjskie Biuro Oddziału rozpoczęło tłumaczenie publikacji biblijnych na rwandyjski język migowy. W tym czasie w kraju było 113 głuchych głosicieli. Przetłumaczono na ten język podstawowe narzędzia używane przez Świadków Jehowy w działalności kaznodziejskiej. Biuro tłumaczeń, w którym usługuje pięcioro tłumaczy, jest położone niedaleko od Biura Oddziału. Podjęcie prac tłumaczeniowych na rzecz społeczności głuchych pochwalił Augustin Munyangeyo, prezes zarządu Rwandyjskiego Związku Głuchych. W kwietniu 2019 roku w Krajowym Centrum Praw Obywatelskich i Człowieka w Atlancie w Stanach Zjednoczonych zorganizowano wystawę o głosicielach, którzy przeżyli i którzy zginęli podczas ludobójstwa w Rwandzie. W dniach 16–18 sierpnia 2019 roku w Kigali po raz pierwszy zorganizowano kongres regionalny – pod hasłem „Miłość nigdy nie zawodzi!” – w rwandyjskim języku migowym (RWS). Wzięło w nim udział 620 osób, a 8 zostało ochrzczonych. Na kongresie byli obecni dwaj urzędnicy: Jean Damascène Bizimana, członek zarządu Rwandyjskiego Stowarzyszenia Głuchych oraz Emmanuel Ndayisaba, sekretarz Krajowej Rady do spraw Osób Niepełnosprawnych. We wrześniu 2017 roku rwandyjskie Biuro Oddziału zorganizowało pierwszy Kurs Służby Pionierskiej w rwandyjskim języku migowym, a we wrześniu 2018 roku zaczęło tłumaczyć publikacje Świadków Jehowy na ten język. 
W kwietniu 2020 roku z powodu trudnej sytuacji finansowej związanej z pandemią COVID-19 zorganizowano pomoc humanitarną dla ponad 7000 najbardziej potrzebujących rodzin. Dostarczono im podstawowe środki żywnościowe. W 2020 roku osiągnięto liczbę 31 397 głosicieli. 15 marca 2023 roku minister edukacji zarządziła, żeby szkoły w całym kraju z powrotem przyjęły około 80 zawieszonych uczniów, którzy są Świadkami Jehowy i odmówili udziału w zajęciach religijnych niezgodnych z ich sumieniem. Z powodu powodzi w maju 2023 roku powołano 3 Komitety Pomocy Doraźnej, żeby zorganizowały akcję niesienia pomocy. 16 sierpnia 2024 roku na kongresie regionalnym pod hasłem „Głośmy dobrą nowinę!” w Kigali, Jeffrey Winder z Ciała Kierowniczego ogłosił wydanie zrewidowanej wersji Pisma Świętego w Przekładzie Nowego Świata w języku rwandyjskim. Na tym kongresie było obecnych 9908 osób. Dodatkowo w dwóch innych obiektach kongresowych programu wysłuchało 1141 osób.
W sierpniu 2025 roku w Kigali odbędzie się kongres specjalny pod hasłem „Prawdziwe wielbienie Boga!” z udziałem zagranicznych delegacji m.in. z Angoli, Belgii, Beninu, Brazylii, Burundi, Demokratycznej Republiki Konga, Etiopii, Finlandii, Francji, Kenii, Malawi, Mozambiku, Republiki Środkowoafrykańskiej, Stanów Zjednoczonych, Ugandy, Zambii i Zimbabwe.
W Rwandzie funkcjonuje 391 Sal Królestwa, w których odbywają się zebrania zborowe w językach: angielskim, francuskim, rwanda, rwandyjskim migowym i suahili.
Zebrania zborowe i kongresy odbywają się w języku rwanda, amerykańskim migowym, angielskim, francuskim i suahili.